# Bradysia forficulata
Bradysia forficulata is een muggensoort uit de familie van de rouwmuggen (Sciaridae). De wetenschappelijke naam van de soort is voor het eerst geldig gepubliceerd in 1914 door Bezzi.